# Сомпольно (гмина)
Сомпольно (пол. Sompolno) — гмина (волость) в Польше, входит как административная единица в Конинский повет, Великопольское воеводство. Население — 10 535 человек (на 2004 год).

## Соседние гмины
1. Гмина Бабяк
2. Гмина Крамск
3. Гмина Осек-Малы
4. Гмина Слесин
5. Гмина Вежбинек